# تشارلز إيرل
تشارلز إيرل (بالإنجليزية: Charles Earle)‏ هو لاعب كرة قاعدة أمريكي، ولد في 31 مارس 1884 في ميريديان في الولايات المتحدة، وتوفي في 14 مارس 1945 في نيويورك في الولايات المتحدة.